# Museo di Kabul
Il Museo di Kabul è il museo nazionale dell'Afghanistan (Dari: موزیم ملی افغانستان, Mūzīyam-e Millī-ye Afghānistān; Pashto: د افغانستان ملی موزیم, Də Afghānistān Millī Mūzīyəm). È un edificio a due piani situato nella zona sudovest della città di Kabul. Fu costruito nel 1922. Un tempo era considerato uno dei musei più belli del mondo. Ci sono state segnalazioni sull'espansione del museo o sulla costruzione di uno nuovo più grande.
La collezione del museo, in precedenza una delle più importanti dell'Asia centrale,  con oltre 100.000 oggetti risalenti a diversi millenni fa, tra cui oggetti delle dinastie persiane, buddiste e islamiche. Con l'inizio della guerra civile nel 1992, il museo è stato saccheggiato numerose volte e distrutto dai razzi, con conseguente perdita del 70% dei 100.000 oggetti esposti.
Dal 2007, un certo numero di organizzazioni internazionali ha contribuito al recupero di oltre 8.000 reperti, il più recente dei quali è una scultura in pietra calcarea proveniente dalla Germania. Circa 843 manufatti sono stati restituiti dal Regno Unito nel 2012, tra cui i famosi avori di Begram del I secolo.

## Storia
Il Museo Nazionale Afghano è stato inaugurato nel 1919 durante il regno del re Amanullah Khan.
La collezione si trovava originariamente all'interno del Palazzo Bagh-e Bala, ma fu spostata nel 1922 e iniziò come "Camera delle meraviglie".  Fu spostato nella sua posizione attuale nel 1931. La storica Nancy Dupree è stata coautrice di A Guide to the Kabul Museum nel 1964. Nel 1973, un architetto danese fu assunto per progettare un nuovo edificio per il museo, ma i piani non furono mai realizzati. Nel 1989, l'oro battriano era stato spostato in un caveau sotterraneo presso la Banca Centrale dell'Afghanistan.

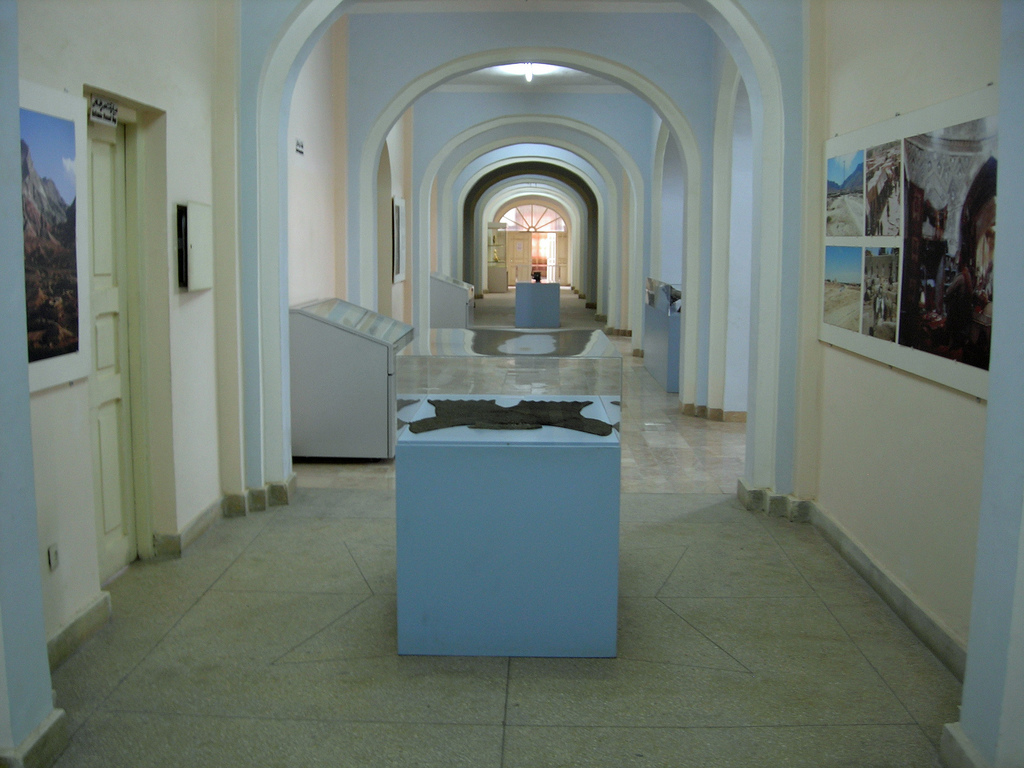
Interno del Museo di Kabul, 2008.

Dopo il crollo del governo del presidente Mohammad Najibullah e l'inizio di una guerra civile nei primi anni '90, il museo è stato saccheggiato numerose volte, con la conseguente perdita del 70% dei 100.000 oggetti che erano allora esposti. Un attacco missilistico nel maggio 1993 ha sepolto antiche ceramiche sotto le macerie.
Nel marzo 1994, il museo, che era stato utilizzato come base militare, fu colpito dal lancio di razzi e in gran parte distrutto. Il Ministero dell'Informazione e della Cultura, durante il governo del presidente Burhanuddin Rabbani, ordinò che i 71 membri del personale del museo iniziassero a spostare l'inventario al Kabul Hotel (ora Kabul Serena Hotel) per salvarli da ulteriori razzi e bombardamenti.
Nel settembre 1996, il personale del museo ha completato la catalogazione dei materiali rimanenti. Nel febbraio e marzo 2001, i talebani hanno distrutto innumerevoli opere d'arte per motivi religiosi. Nel novembre 2001 è stato riferito che i talebani avevano distrutto almeno 2.750 opere d'arte antiche durante l'anno.

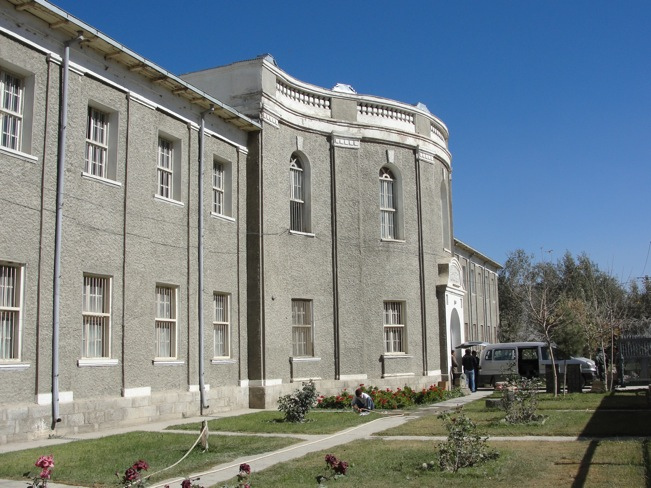
Cortile dell'edificio nel 2010.

Tra il 2003 e il 2006, sono stati spesi circa 350.000 dollari per ristrutturare l'edificio. Molti degli oggetti più preziosi erano stati sigillati in scatole di metallo e rimossi per sicurezza e sono stati recuperati e inventariati nel 2004.
Alcuni oggetti archeologici sono stati trovati in cripte a Kabul, mentre una collezione è stata scoperta anche in Svizzera.
Dal 2007, l'UNESCO e l'Interpol hanno contribuito a recuperare oltre 8.000 manufatti, il più recente dei quali è una scultura in pietra calcarea proveniente dalla Germania e 843 manufatti restituiti dal British Museum nel luglio 2012, tra cui i famosi avori di Begram del I secolo.
Nel 2013, il progetto Mobile Museum è stato avviato dal museo in collaborazione con l'Oriental Institute dell'Università di Chicago, che ha portato repliche 3D di manufatti del museo di Kabul nelle scuole di tutto l'Afghanistan dal 2013 al 2016. In quel periodo furono aggiunte al museo anche una serie di nuove strutture.
Dopo l'offensiva talebana del 2021 e la caduta di Kabul, Mohammad Fahim Rahimi, direttore del museo dal 2016, ha promesso di rimanere come direttore e di preservare la collezione, poiché cresceva la preoccupazione per una possibile ripetizione della distruzione di una frazione della collezione da parte dei talebani negli anni '90.

## Collezioni

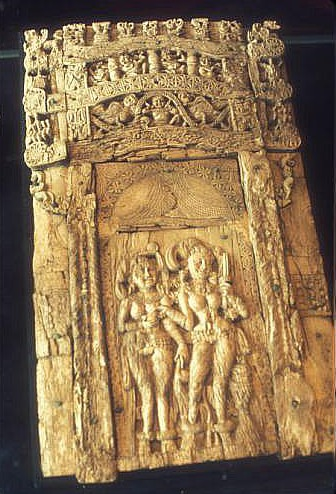
Scultura in avorio proveniente dal Regno di Kapisa, una delle capitali dell'Impero Kushan (dal I al II secolo d.C.)

Molti tesori di avorio sono conservati nel museo, tra cui antichità dell'Impero Kushan e delle prime epoche islamiche. Uno dei pezzi più famosi sopravvissuti al periodo turbolento degli anni '90 è l'iscrizione Rabatak del re Kanishka.